# Azat (rzeka)
Azat orm. Ազատ – rzeka w Armenii, w prowincjach Kotajk i Ararat. Płynie przez Garni, Landżazat i Arewszat. 
Długość rzeki wynosi 55 km, a powierzchnia dorzecza – 548 km². Źródła znajdują się w Górach Gegamskich. Uchodzi do Araksu, jako jego lewobrzeżny dopływ, w pobliżu Artaszatu. W środkowym biegu wybudowano zbiornik wodny, służący do nawadniania i produkcji energii elektrycznej. 
W górnym biegu Azat przepływa przez rezerwat Chosrow. Również w górnym biegu rzeki znajduje się zespół klasztorny Geghard z IV wieku. 
Szczególnie ciekawy jest jej odcinek w okolicy ujścia rzeki Goght, znany jako kanion Garni, obejmujący również fragment wąwozu Ghohtu. Formacje skalne w kanionie są tak niezwykłe, że wyglądają prawie jak zrobione ręką człowieka. Kanion jest zbudowany z regularnych, sześciokątnych kolumn bazaltowych. Jednej z formacji skalnych w wąwozie nadano nazwę „Kamienna symfonia” ze względu na podobieństwo do organów. 

## Galeria

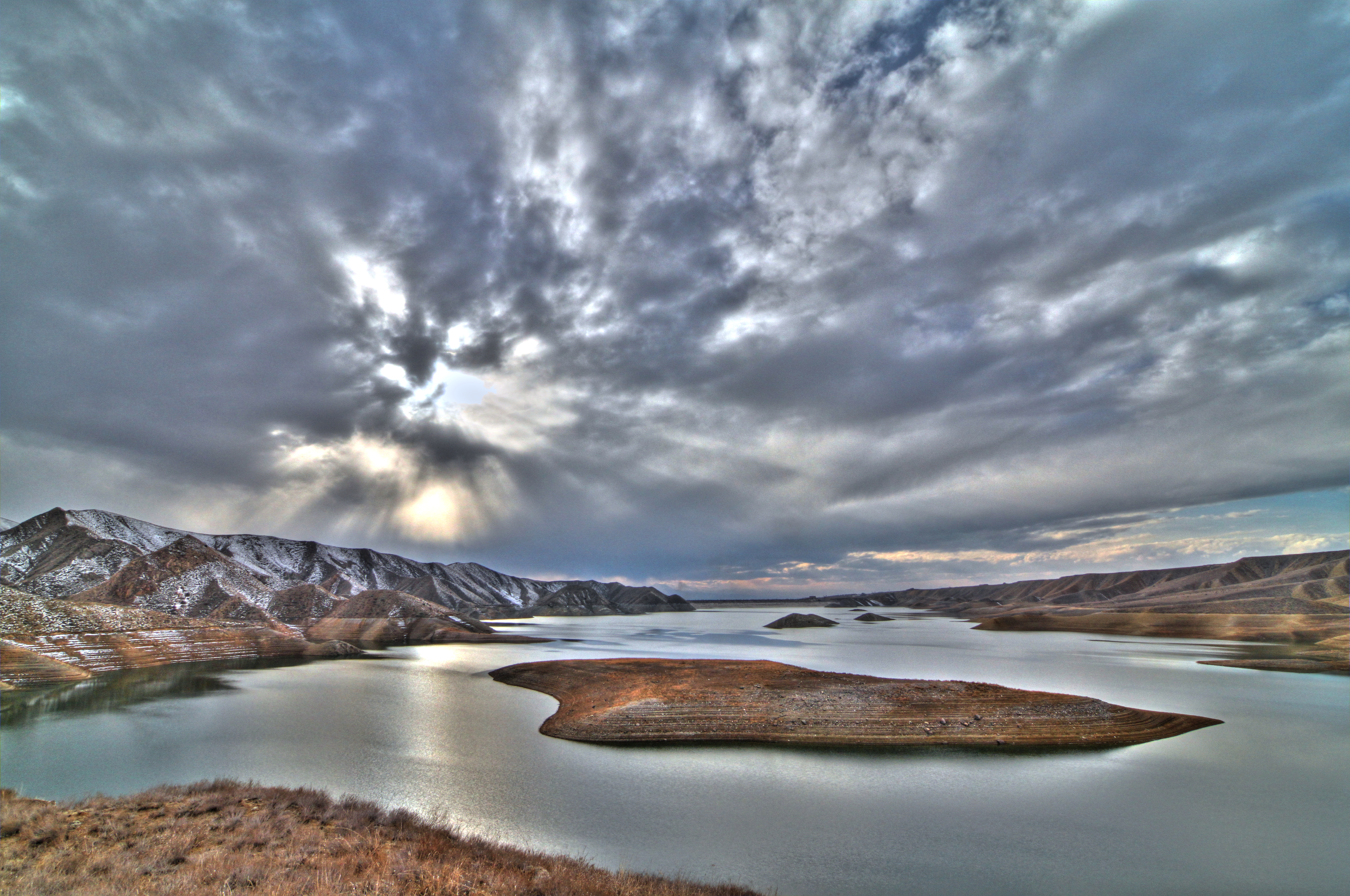
Zbiornik Azat
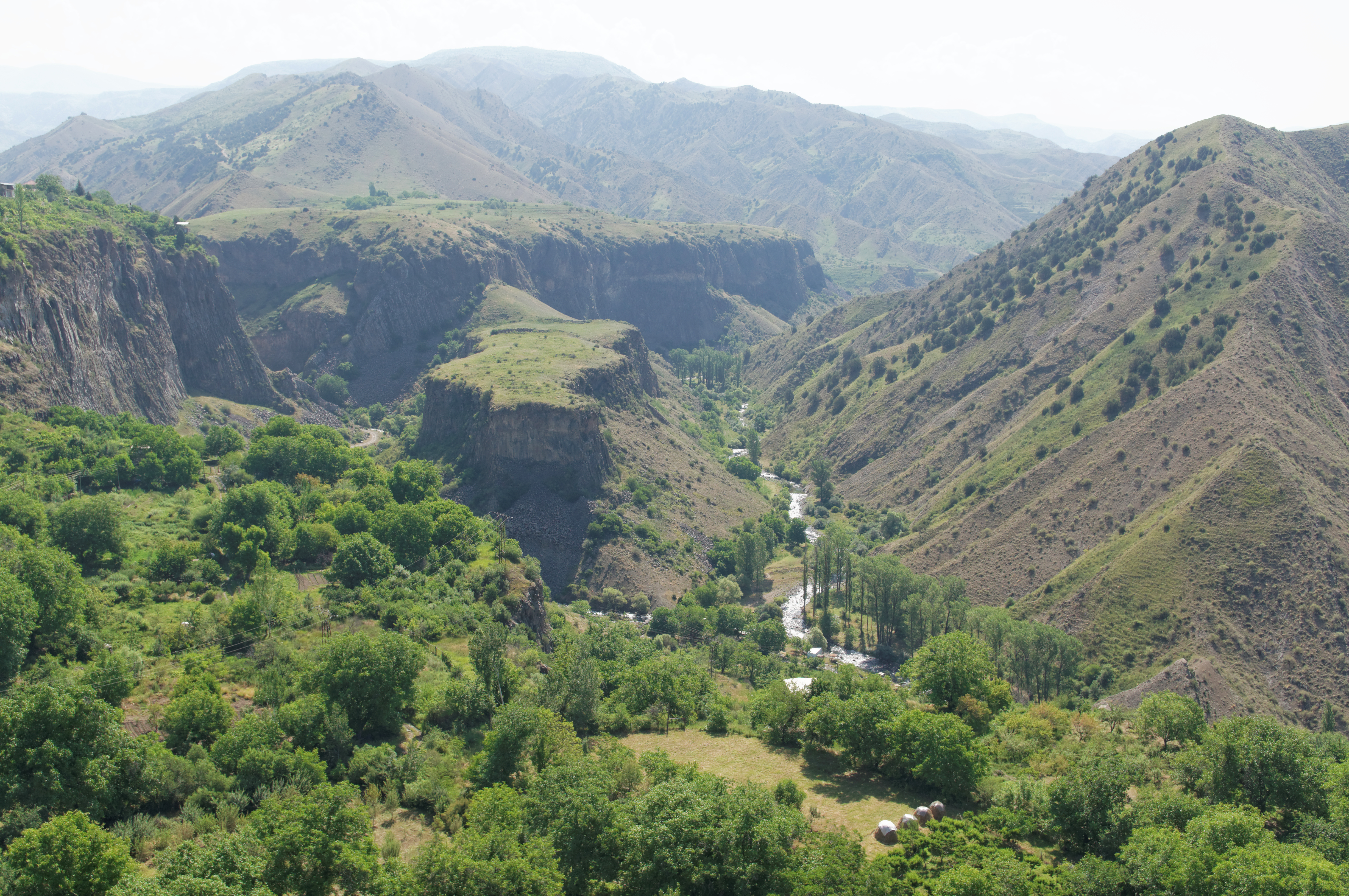
Azat koło wsi Garni.
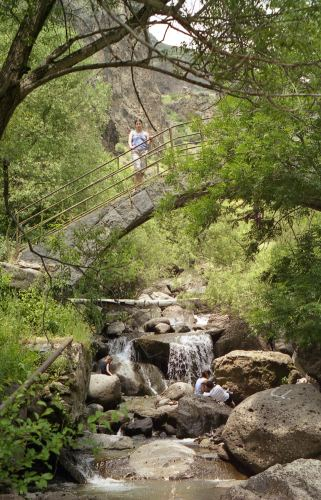
Stary most na Azacie.
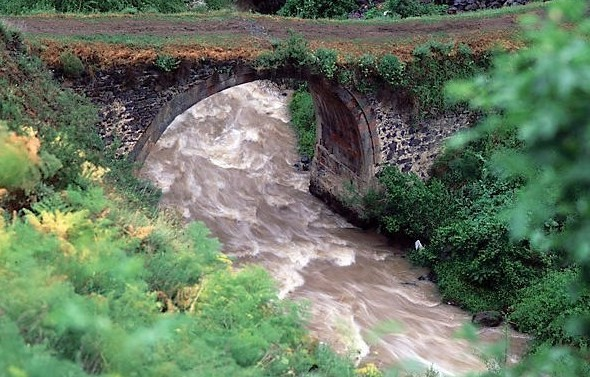
Azat przepływający pod starym mostem.
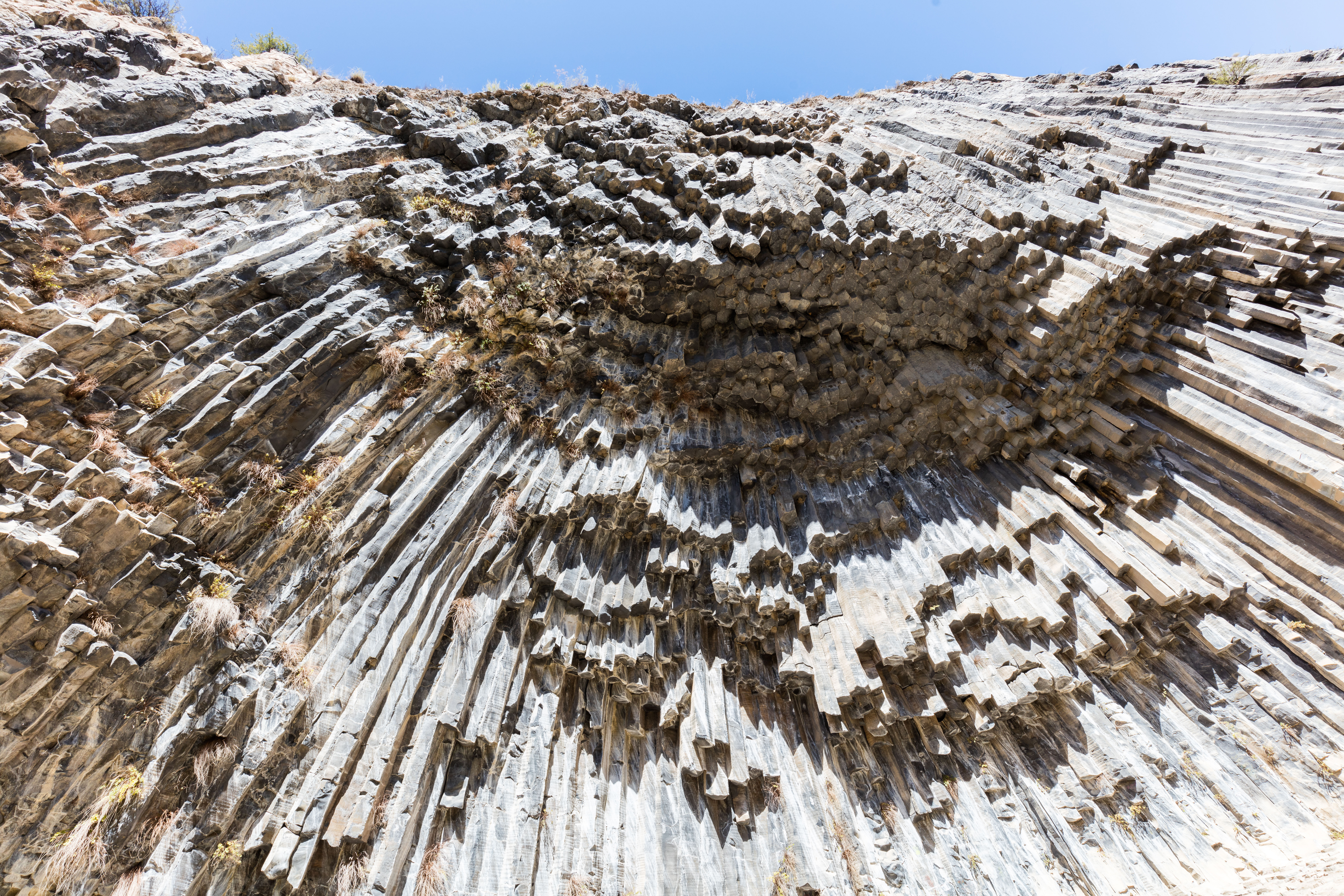
Bazaltowe kolumny w wąwozie Garni.